# Метаверзум
Метаверзум (енгл. metaverse) је мрежа 3Д виртуелних светова фокусираних на стварање друштвених веза. У футуризму и научној фантастици, термин се често описује као хипотетичка итерација Интернета као јединственог, универзалног виртуелног света који је олакшан употребом слушалица виртуелне и проширене стварности.
Израз „метаверзум“ води порекло из научнофантастичног романа „Снежна несрећа“ из 1992. као портманто „мета“ и „универзума“. Различити метаверзуми су развијени за популарну употребу, као што су платформе виртуелног света као што је Second Life. Неке метаверзалне итерације укључују интеграцију између виртуелних и физичких простора и виртуелних економија, често укључујући значајан интерес за унапређење технологије виртуелне стварности.
Овај израз се у великој мери користи као популарна реч у сврхе односа са јавношћу да би се преувеличао напредак у развоју за различите повезане технологије и пројекте. Приватност информација и зависност корисника су проблеми унутар метаверзова, који произилазе из изазова са којима се суочавају друштвени медији и индустрија видео игара у целини.

## Имплементације

### Видео игрице
Неколико компоненти метаверзалних технологија је већ развијено у оквиру модерних видео игрица са омогућеним интернетом. Виртуелна светска платформа Second Life из 2003. често се описује као први метаверзум јер је уградила многе аспекте друштвених медија у постојани тродимензионални свет са корисником представљеним аватаром. Друштвене функције су често саставни део многих онлајн игара за више играча. 
Технолошки новинар Клајв Томпсон је тврдио да новонастала, друштвено заснована игра, Мајнкрафт, представља напредни аналог метаверзума. Сличне изјаве су дате за игру Роблокс, која је од тада користила значајну употребу термина у маркетингу. Остале тврдње о развоју метаверзума укључују игре Active Worlds, The Palace, Decentraland, и Fortnite.

### Виртуелна реалност
Развој метаверзума се често фокусирао на побољшање технологија виртуелне реалности због предности успостављања урањања у виртуелна окружења.
У 2019. години, друштвена мрежа Фејсбук је покренула друштвени ВР свет под називом Facebook Horizon. 2021. Фејсбук је преименован у „Мета“ и њен председник Марк Закерберг је изјавио да је компанија посвећена развоју метаверзума. Многе технологије виртуелне реалности које рекламирају Мета платформе тек треба да се развију. Узбуњивач Фејсбука, Френсис Хоген, критиковала је овај потез, додајући да се континуирани фокус Мета платформе на пројекте усмерене на раст у великој мери ради на штету обезбеђивања безбедности на њиховим платформама. Мета платформе се такође суочавају са критикама безбедности корисника због појаве сексуалног узнемиравања на платформи.

## Критике и забринутости

### Ментално здравље
Зависност корисника и проблематично коришћење друштвених медија је још једна брига. Поремећај зависности од интернета, зависност од друштвених медија и видео игрица могу имати менталне и физичке последице током дужег временског периода, као што су депресија, анксиозност и разне друге штете везане за седећи начин живота. Стручњаци су такође забринути да би се метаверзуми могли користити као 'бег' од стварности на сличан начин као постојеће интернет технологије.
Неки критичари кажу да усредсређивањем на метаверзум и преименовањем док се компанија извлачи из ПР кризе, Фeјсбук одвлачи пажњу од проблема које ствара или им доприноси у стварном свету: питања попут нарушавања менталног здравља тинејџера, олакшавања ширења дезинформације и подстицање политичке поларизације. Један од критичара је др Дејвид Рид, професор артифицијелне интелигенције и просторног рачунарства. Иако верује да би метаверзум потенцијално могао донети неке узбудљиве могућности човечанству, он ризикује да драстично продуби постојеће проблеме са друштвеним медијима и интернетом, као што су забринутост за приватност података и малтретирање на интернету:
| „ | Метаверзум има огромне импликације - долази са фантастичним предностима и застрашујућим опасностима. Потребан нам је веома робустан систем за контролу метаверзума. | ” |

### Ширење дезинформација и приватност
Приватност информација је област забринутости за метаверзум јер ће повезане компаније вероватно прикупљати личне податке корисника кроз интеракције и биометријске податке са уређаја виртуелне стварности који се могу носити. Фејсбук планира да користи циљано оглашавање у оквиру свог метаверзума, изазивајући даље бриге у вези са ширењем дезинформација и губитком личне приватности.
Метаверзум може повећати друштвене утицаје онлајн ехо комора и дигитално отуђујућих простора. Они могу да злоупотребе уобичајене стратегије ангажовања на друштвеним медијима да би додатно искривили перцепцију стварности корисника пристрасним садржајем.